# Psalm

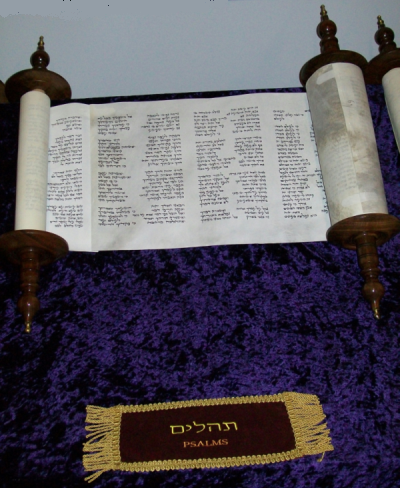
Un manuscris al Cărții Psalmilor

Un psalm este un text poetic compus din mai multe versuri ce aparțin unui număr de patru genuri literare principale. Cuvântul provine din termenul veterogrec ψαλμός (psalmos) care înseamnă o compoziție muzicală interpretată la psalterion. El a fost folosit în traducerea Septuagintei pentru a traduce cuvântul ebraic mizmôr, ceea ce înseamnă un cântec religios însoțit de muzică și care este menționat de 57 de ori în Cartea Psalmilor. Psalmii pot avea caractere diferite: mai mult sau mai puțin laudativ, intim, combativ, pocăit etc.

## Context
Cuvântul psalm se aplică în principal la textele din Cartea Psalmilor, dar există și alte cărți care conțin psalmi, în special, cartea pseudoepigrafică Psalmii lui Solomon.
Psalmii din Cartea Psalmilor au o duzină de autori, deși ei sunt atribuiți în cea mai mare parte regelui David. El i-ar fi scris la începutul secolului al X-lea înaintea erei noastre. Cu toate acestea, o parte din psalmii cuprinși în Cartea Psalmilor (sefer tehilim în ebraică) au fost scriși de mai multe personaje biblice (Adam, fiii lui Korah, Moise...).

## Utilizarea

### Iudaism
Psalmii au fost grupați în Cartea Psalmilor (în ebraică Tehilim (תהילים, „Laude”) și au un loc important în liturghia evreiască.

### Catolicism
În liturghia catolică, cântarea psalmilor este reglată la ritmul Liturghiei Orelor, care organizează cele șapte slujbe din cadrul rânduielii de rugăciune zilnică a unei comunități: laudele, ceasul al treilea, ceasul al șaselea, ceasul al nouălea, vecernia, pavecernița, utrenia. Fiecare dintre aceste rugăciuni include psalmi într-o anumită ordine. Psalmii au un loc important în celebrarea Euharistiei. În timpul Liturghiei Cuvântului prima lectură este întotdeauna urmată de cântarea (sau recitarea) unui psalm meditativ.

### Protestantism
Reforma protestantă a introdus în secolul al XVI-lea cântarea psalmilor în timpul slujbei de duminică, permițându-i fiecărui enoriaș să participe la cântările divine. În special, Jean Calvin, familiarizat la Strasbourg cu versificarea psalmilor de către Martin Luther, a început să scrie o colecție de Psalmi ce puteau fi cântați de întreaga adunare; el a făcut apel la poetul Clement Marot, care transpusese deja majoritatea psalmilor în versuri în limba franceză la începutul secolului al XVI-lea.

### Ortodoxie
În creștinismul de tradiție ortodoxă al Bisericilor celor șapte sinoade, cei 150 de psalmi sunt incluși în psaltirea bazată pe textele din Septuaginta. Au fost mai multe moduri de a le grupa. Psaltirea constantinopolitană îi grupează în 74 de antifoane. Psaltirea palestiniană îi grupează în 20 de catisme cu 3 strofe, fiecare formată din aproximativ 3 psalmi.
În funcție de perioada anului liturgic, catismele sunt citite numai la utrenie și la vecernie sau la utrenie, la ceasul întâi, la ceasul al treilea, la ceasul al șaselea, la ceasul al nouălea și la vecernie, în conformitate cu rânduiala stabilită în ceaslov.

## Numerotare
Cartea Psalmilor este formată din 150 de psalmi, numerotați de la I la CL conform numerotării ebraico-protestante.
În Biblia greacă și Biblia Vulgata, numerotarea este, de asemenea, de la 1 la 150, cu decalaje prin raport cu numerotarea ebraică. Psalmii 9 și 10 sunt uniți, la fel ca și psalmii 114 și 115, în timp ce psalmii 116 și 147 sunt separați în două. Aici psalmii sunt numerotați astfel: Psalm în numerotare greacă (numerotare ebraică).
După psalmul 150, există cinci psalmi supranumerari, care nu erau numerotați inițial. Ei sunt prezenți mai ales în Peshitta siriacă.

## Genuri literare
Potrivit lui Hermann Gunkel, psalmii pot fi incluși în patru mari genuri literare principale: imnuri, lamentații comunitare, lamentații individuale și cântece individuale de mulțumire. Acestora li se adaugă câteva genuri minore, precum psalmi regali sau psalmi didactici. Tabelul de mai jos oferă câteva exemple tipice de psalmi ce aparțin unui gen literar definit:
| Gen                            | Exemple                      |
| ------------------------------ | ---------------------------- |
| Imn                            | Ps 8; Ps 135; Ps 148; Ps 150 |
| Lamentație comunitară          | Ps 79; Ps 82; Ps 105; Ps 122 |
| Lamentație individuală         | Ps 3; Ps 5; Ps 6; Ps 7       |
| Cântec individual de mulțumire | Ps 20; Ps 66; Ps 91; Ps 115  |